# Diarthrodella secunda
Diarthrodella secunda är en kräftdjursart som beskrevs av Kunz 1954. Diarthrodella secunda ingår i släktet Diarthrodella och familjen Paramesochridae. Arten är reproducerande i Sverige.

## Underarter
Arten delas in i följande underarter:
- D. s. pacifica
- D. s. secunda